# کمنای
کمنای (به انگلیسی: Kemnay) یک شهرک در اسکاتلند است که در ابردین‌شیر واقع شده‌است. کمنای ۳٬۸۷۰ نفر جمعیت دارد.